# Нунева, Анелия
Анелия Дулчева Вечерникова-Нунева (болг. Анелия Дулчева Вечерникова-Нунева; род. 30 июня 1962, Бяла, Русенская область) — болгарская легкоатлетка, специалистка по бегу на короткие дистанции. Выступала за сборную Болгарии по лёгкой атлетике в 1981—1995 годах, обладательница серебряной медали чемпионата мира в помещении, бронзовая и дважды серебряная призёрка чемпионатов Европы, победительница турнира «Дружба-84», призёрка Всемирной Универсиады, действующая рекордсменка страны в нескольких спринтерских дисциплинах, участница двух летних Олимпийских игр.

## Биография
Анелия Нунева родилась 30 июня 1962 года в городе Бяла, Болгария.
Первого успеха в международном уровне добилась в сезоне 1981 года, когда вошла в состав болгарской сборной и выступила на международном старте в Бурже, где вместе с соотечественницами одержала победу в зачёте эстафеты 4 × 200 метров.
В 1982 году на чемпионате Европы в Афинах была четвёртой в беге на 100 метров и в эстафете 4 × 100 метров, а также шестой в беге на 200 метров.
В 1983 году стартовала на впервые проводившемся чемпионате мира по лёгкой атлетике в Хельсинки — дошла до стадии полуфиналов на дистанции 100 метров, заняла шестое место на дистанции 200 метров, показала четвёртый результат в эстафете 4 × 100 метров. На Кубке Европы в Лондоне в дисциплинах 100 и 200 метров стала второй и четвёртой соответственно.
В 1984 году в беге на 60 метров выиграла серебряную медаль на чемпионате Европы в помещении в Гётеборге. Рассматривалась в качестве кандидатки на участие в летних Олимпийских играх в Лос-Анджелесе, однако Болгария вместе с другими странами восточного блока бойкотировала эти соревнования по политическим причинам. Вместо этого Вечерникова выступила на альтернативном турнире «Дружба-84» в Праге, где взяла бронзу в беге на 100 метров, заняла пятое место в беге на 200 метров, победила в эстафете 4 × 100 метров.
Будучи студенткой, в 1985 году представляла Болгарию на Всемирной Универсиаде в Кобе — стала серебряной призёркой в дисциплине 100 метров и бронзовой призёркой в эстафете 4 × 100 метров. На Кубке Европы в Москве финишировала третьей на 100-метровой дистанции, на Кубке мира в Канберре — четвёртой.
В 1986 году заняла седьмое место на Играх доброй воли в Москве. На чемпионате Европы в Штутгарте получила серебро в индивидуальном беге на 100 метров и в эстафете 4 × 100 метров.
В 1987 году в беге на 60 метров завоевала серебряные награды на чемпионате Европы в помещении в Льевене и на чемпионате мира в помещении в Индианаполисе, причём в Льевене установила ныне действующий национальный рекорд Болгарии — 7,03. Летом победила на домашних соревнованиях в Софии, установив ныне действующий рекорд страны в беге на 200 метров — 22,01. На Кубке Европы в Праге была второй в беге на 100 метров и в эстафете 4 × 100 метров. На чемпионате мира в Риме в тех же дисциплинах стала шестой и четвёртой соответственно.
Благодаря череде успешных выступлений в 1988 году удостоилась права защищать честь страны на Олимпийских играх в Сеуле — в программе 100 метров сумела выйти в финал, где финишировала восьмой.
В 1991 году на Кубке Европы во Франкфурте финишировала третьей в беге на 100 метров.
В 1992 году в дисциплине 60 метров выиграла серебряную медаль на чемпионате Европы в помещении в Генуе. Принимала участие в Олимпийских играх в Барселоне — в беге на 100 метров заняла шестое место, в то время как на дистанции 200 метров остановилась в четвертьфинале.
На чемпионате Европы в Хельсинки финишировала четвёртой в беге на 100 метров и завоевала бронзовую награду в эстафете 4 × 100 метров.
В январе 1995 года на соревнованиях в Москве установила ныне действующий рекорд Болгарии в беге на 50 метров в помещении — 6,12. Бежала 60 метров на чемпионате мира в помещении в Барселоне, но не смогла преодолеть здесь предварительный квалификационный этап и на этом завершила спортивную карьеру.